# S/2004 S 6
S/2004 S 6 er den midlertidige betegnelse for en af planeten Saturns måner: Den blev opdaget den 28. oktober 2004 ved hjælp af billeder fra rumsonden Cassini, lige i nærheden af F-ringen i Saturns omfattende system af planetringe. Man er, pr. 2005, dog ikke helt sikker på at der er tale om en måne – det kan vise sig blot at være et lille område i F-ringen hvor ringpartiklerne ligger ekstra tæt og ligner et "fast", sammenhængende objekt.
| Naturvidenskab | Spire Denne naturvidenskabsartikel er en spire som bør udbygges. Du er velkommen til at hjælpe Wikipedia ved at udvide den. |